# Stanley Orme, Baron Orme
Stanley Orme, Baron Orme PC (* 5. April 1923 in Sale, Cheshire; † 27. April 2005) war ein britischer Politiker der Labour Party. Er war von 1964 bis 1997 Abgeordneter des Unterhauses und war in den 1970er Jahren Kabinettsminister.

## Leben und Karriere
Stan Orme wurde in Sale, Cheshire geboren. Er besuchte eine technische Schule, die er 1938 verließ, um Auszubildender zum Instrumentenbauer zu werden.
1942 trat er in die Royal Air Force ein. Dort wurde er Bomber-Navigator und diente in Kanada und Ägypten. 1947 verließ er den Militärdienst als Warrant Officer.
Orme trat 1944 in die Labour Party ein und wurde 1958 ein Sale Borough Councillor. Als überzeugter Bevanite, begrüßte er viele linke Zielsetzungen, beispielsweise Movement for Colonial Freedom und die Campaign for Nuclear Disarmament.
Er trat bei der Unterhauswahl 1959 erstmals für das Parlament im Wahlkreis Stockport South an, wobei er dem konservativen Kandidaten unterlag. Er wurde bei der Unterhauswahl 1964 für den Wahlkreis Salford West ins House of Commons gewählt. Als Labour an die Macht zurückkehrte, bei der Unterhauswahl Februar 1974, wurde Orme in Stormont Staatsminister für Nordirland. Er machte Eindruck in dieser Position, bevor er zum  Department of Health and Social Security im März 1976 wechselte. Der Premierminister James Callaghan beförderte ihn im September 1976 ins Kabinett, wo er zusammen mit seinem Vorgesetzten David Ennals, Baron Ennals saß. Orme verblieb in diesem Amt bis 1979.
1979 trat Orme ins Schattenkabinett als leitender Sprecher für Gesundheit und soziale Sicherheit, bevor er später bis 1987 die Bereiche Industrie und Energie übernahm.
Nach Wahlkreisänderungen zur Unterhauswahl 1983 wurde er für den neu zugeschnittenen Wahlkreis Salford East gewählt. Er war von 1987 bis 1992 Vorsitzender der Parliamentary Labour Party. Bei der Unterhauswahl 1997 trat er in den Ruhestand.
Am 21. Oktober 1997 wurde er zum Life Peer als Baron Orme of Salford in the County of Greater Manchester ernannt. Er versuchte mehrfach erfolglos, in Labours National Executive Committee gewählt zu werden.
Lord Orme starb 2005. Seine Beisetzung beim Dunham Crematorium wurde von vielen Familienmitgliedern, Freunden und politischen Kollegen besucht. Im Oberhaus fand eine Gedenkveranstaltung statt, bei der Neil Kinnock und Michael Foot Reden hielten. Eine sehr seltene Ausnahme wurde vom Lord Chancellor gemacht, da alle Divisions währenddessen suspendiert wurden.

## Familie
Er heiratete 1951 Irene Mary Harris. Sie hatten keine Kinder.